# Stadtlohn
Stadtlohn – miasto w Niemczech, położone w kraju związkowym Nadrenia Północna-Westfalia, w rejencji Münster, w powiecie Borken. W 2010 roku liczyło 20 631 mieszkańców.

## Współpraca
Miejscowości partnerskie:
- Altlandsberg, Brandenburgia
- San Vito al Tagliamento, Włochy
- Weerselo, Holandia